# 카모네긱스
〈카모네긱스〉(カモネギックス 카모네긱스[*])는 NMB48의 8번째 싱글이다.

## 개요
전작 〈우리의 유레카〉로부터 약 4개월 만의 싱글이다.

## 수록곡

### Type-A
자켓 사진 (표지):죠니시 케이·야마모토 사야카·야구라 후코·야부시타 슈
자켓 사진 (뒷면):코타니 리호·요시다 아카리·타니가와 아이리·요기 케이라
CD
1. カモネギックス / 카모네긱스
(작사: 아키모토 야스시 / 작곡·편곡: 이노우에 요시마사)
2. サングラスと打ち明け話 / 선글라스와 숨김없이 털어 놓는 이야기 - 연구생
(작사: 아키모토 야스시 / 작곡: KOUTAPAI / 편곡: 무토 세이지)
3. どしゃぶりの青春の中で / 억수같이 쏟아지는 비의 청춘 속에서 - 백조
(작사: 아키모토 야스시 / 작곡: 와타나베 신지 / 편곡: 이쿠타 마신)
4. カモネギックス off vocal ver.
5. サングラスと打ち明け話 off vocal ver.
6. どしゃぶりの青春の中で off vocal ver.

DVD
1. カモネギックス (뮤직 비디오)
2. カモネギックス (뮤직 비디오 댄싱 버전)
3. どしゃぶりの青春の中で (뮤직 비디오)
4. 특전 영상 〈별에게 기원하는 것〉 (전편)

특전
1. 트레이딩 카드
2. 전국 악수회 참가권

### Type-B
자켓 사진 (표지):이치카와 미오리·오가사와라 마유·와타나베 미유키·야마다 나나
자켓 사진 (뒷면):카도와키 카나코·시로마 미루·타카노 유이·카토 유카
CD
1. カモネギックス / 카모네긱스
2. サングラスと打ち明け話 / 선글라스와 숨김없이 털어 놓는 이야기 - 연구생
3. 思わせ光線 / 생각하게 만드는 광선 - 홍조
(작사: 아키모토 야스시 / 작곡·편곡: 와타나베 카즈노리)
4. カモネギックス off vocal ver.
5. サングラスと打ち明け話 off vocal ver.
6. 思わせ光線 off vocal ver.

DVD
1. カモネギックス (뮤직 비디오)
2. カモネギックス (뮤직 비디오 댄싱 버전)
3. 思わせ光線 (뮤직 비디오)
4. 특전 영상 〈별에게 기원하는 것〉 (후편)

특전
1. 트레이딩 카드
2. 전국 악수회 참가권

### Type-C
자켓 사진 (표지):〈카모네긱스〉 선발 멤버 16명
자켓 사진 (뒷면):야마모토 사야카·와타나베 미유키
CD
1. カモネギックス / 카모네긱스
2. どしゃぶりの青春の中で / 억수같이 쏟아지는 비의 청춘 속에서 - 백조
3. もう裸足にはなれない / 더 이상 맨발로는 안 돼 - 남바 철포대 기지 사
(작사: 아키모토 야스시 / 작곡: 후쿠다 타카시 / 편곡: 사사키 유)
4. カモネギックス off vocal ver.
5. どしゃぶりの青春の中で off vocal ver.
6. もう裸足にはなれない off vocal ver.

DVD
1. カモネギックス (뮤직 비디오)
2. カモネギックス (뮤직 비디오 댄싱 버전)
3. もう裸足にはなれない (뮤직 비디오)
4. NMB48 feat.요시모토 신 희극 Vol.7

특전
1. 트레이딩 카드
2. 전국 악수회 참가권

### 극장반
자켓 사진 (표지):이치카와 미오리·야마모토 사야카·와타나베 미유키·야마다 나나·야구라 후코·야부시타 슈
자켓 사진 (뒷면):〈카모네긱스〉 선발 멤버 16명
CD
1. カモネギックス / 카모네긱스
2. どしゃぶりの青春の中で / 억수같이 쏟아지는 비의 청춘 속에서 - 백조
3. 思わせ光線 / 생각하게 만드는 광선 - 홍조
4. 時間は語り始める / 시간은 이야기하기 시작한다
(작사: 아키모토 야스시 / 작곡: 후지노 타카후미 / 편곡: 노나카 “마사” 유이치)
5. カモネギックス off vocal ver.
6. どしゃぶりの青春の中で off vocal ver.
7. 思わせ光線 off vocal ver.
8. 時間は語り始める off vocal ver.

특전
1. 개별 악수회 참가권

## 선발 멤버
소속 팀은 발매일 시점

### 카모네긱스
(센터:야마모토 사야카)
- 팀N: 이치카와 미오리, 오가사와라 마유, 카도와키 카나코, 코타니 리호, 죠니시 케이, 시로마 미루, 야마모토 사야카, 요시다 아카리, 와타나베 미유키
- 팀M: 타카노 유이, 타니가와 아이리, 야구라 후코, 야마다 나나, 요기 케이라
- 팀BII: 카토 유카, 야부시타 슈

### 선글라스와 숨김없이 털어 놓는 이야기
〈연구생〉 명의
(센터:시부야 나기사, 하야시 모모카)
- 연구생: 아카시 나츠코, 이시다 유미, 우노 미즈키, 오단 마이, 오가와 노아, 카와카미 치히로, 시부야 나기사, 시마자키 모모카, 타카야마 리코, 테루이 호노카, 나카가와 히로미, 나카노 레이나, 니시자와 루리나, 하야시 모모카, 마츠오카 치호, 마츠무라 메구미, 미우라 아리사, 모리타 아야카, 야마오 리나

### 억수같이 쏟아지는 비의 청춘 속에서
〈백조〉 명의
(센터:야마모토 사야카)
- 팀N: 키시노 리카, 키노시타 하루나, 니시무라 아이카, 야마모토 사야카
- 팀M: 오키타 아야카, 무라카미 아야카, 야마기시 나츠미, 야마다 나나
- 팀BII: 이지리 안나, 우에다 미레이, 카미에다 에미카
- 연구생: 나카가와 히로미

### 생각하게 만드는 광선
〈홍조〉 명의
(센터:와타나베 미유키)
- 팀N: 콘도 리나, 야마구치 유키, 와타나베 미유키
- 팀M: 카와카미 레나, 키노시타 모모카, 시마다 레나, 미타 마오, 야구라 후코
- 팀BII: 오타 유리, 쿠시로 리나
- 연구생: 오단 마이, 야마오 리나

### 더 이상 맨발로는 안 돼
〈남바 철포대 기지 사〉 명의
(센터:무라세 사에, 시부야 나기사)
- 팀M: 무라세 사에
- 팀BII: 아카자와 호노, 쿠사카 코노미, 코바야시 리카코, 무로 카나코
- 연구생: 카와카미 치히로, 시부야 나기사, 하야시 모모카

### 시간은 이야기하기 시작한다
(센터:아즈마 유키)
- 팀N: 코가 나루미
- 팀M: 아즈마 유키, 코야나기 아리사
- 팀BII: 이시즈카 아카리, 우메하라 마코, 쿠로카와 하즈키, 코노 사키, 야마우치 츠바사
- 연구생: 아카시 나츠코, 이시다 유미, 우노 미즈키, 오가와 노아, 시마자키 모모카, 타카야마 리코, 테루이 호노카, 나카노 레이나, 니시자와 루리나, 마츠오카 치호, 마츠무라 메구미, 미우라 아리사, 모리타 아야카